# Figure di cera
Figure di cera (Figures de cire) è un cortometraggio muto del 1914 diretto da Maurice Tourneur.
Si credeva che questa pellicola fosse andata perduta finché una copia parzialmente danneggiata non venne ritrovata nel 2007. Pertanto, il film venne ripubblicato dalla Lobster Films, una società francese che si occupa del restauro e della pubblicazione di pellicole. Anche se la tradizione delle "camere dell'orrore" nei musei delle cere risale alla fine del diciottesimo secolo, il film è noto per essere tra le prime opere di finzione dell'orrore ad avere a che fare con un museo delle cere, precedendo, tra gli altri, Il gabinetto delle figure di cera del 1924, La maschera di cera del 1933 e La maschera di cera del 1953.

## Trama
In seguito a una discussione sulla natura della paura in un locale di cabarè chiassoso, un uomo di nome Pierre afferma che si tratta di un'emozione a lui ignota e accetta una scommessa secondo la quale dovrà rimanere in un luogo sinistro per tutta la notte. Il suo amico Jacques, che aveva proposto la scommessa, sceglie come posto sinistro un museo delle cere.
Pierre paga il proprietario del museo delle cere affinché possa restare nel museo durante la notte. L'uomo delle statue di cera accetta solo a condizione che Pierre non danneggi nulla, perciò lo fa entrare e lo lascia all'interno del museo.
All'inizio Pierre si annoia, ma man mano che vaga attraverso le scene cupe (come l'arresto e l'esecuzione di un criminale) diventa sempre più ansioso. Alla fine, preso dal terrore, prova a uscire, scoprendo di essere chiuso all'interno dell'edificio. Nel frattempo, Jacques, che aveva lasciato il cabarè intorno alle 2:00 del mattino, si intrufola nel museo attraverso una porta sul retro. Pierre vede la sua ombra dietro una tenda e, impazzito dal terrore, afferra un coltello da una delle statue di cera e lo accoltella furentemente. Al mattino, la polizia giunge sul luogo e trova Pierre, ormai completamente folle, che sogghigna dinnanzi al cadavere del suo amico.

## Produzione
Il film fu prodotto nel 1914. Il regista Maurice Tourneur, lo sceneggiatore André de Lorde e l'attore Henry Roussel avevano già lavorato assieme un anno prima, nella pellicola muta dell'orrore Il sistema del dr. Gondron e del prof. Plume, che a sua volta si ispirava al racconto breve di Edgar Allan Poe Il sistema del dott. Catrame e del prof. Piuma, del 1845, e che all'inizio, come Figure di cera, era andato in scena come opera teatrale al Grand Guignol di Paris nel 1903 (dove aveva recitato Henri Gouget).
Sebbene inizialmente Figure di cera era stato scritto come opera teatrale da de Lorde (che strisse centinaia di opere teatrali per il Grand Guignol), i titoli di testa della pellicola affermano che si basa sul suo racconto breve (nouvelle in francese), che aveva adattato dalla sua opera teatrale e che avrebbe pubblicato in una raccolta omonima nel 1932.

## Distribuzione
Uscì nelle sale cinematografiche francesi nel 1914 distribuito dall'Éclair. Gli venne dato il titolo internazionale The Man with Wax Faces. In Italia, ebbe il visto di censura 2360.